# De Dirigent (2018)
De Dirigent (Engelse titel: The Conductor) is een Nederlandse dramafilm uit 2018 die gebaseerd is op het levensverhaal van Antonia Brico.

## Plot
De film speelt zich af in 1924. De Nederlandse Antonia Brico gespeeld door Christanne de Bruijn, is als kind geëmigreerd naar de Verenigde Staten en wil professioneel dirigente worden. Begin twintigste eeuw is een vrouwelijke dirigent niet sociaal geaccepteerd en Brico ondervindt dan ook van verschillende personen tegenwerking. Ze zet toch door en als professioneel dirigent debuteert ze op 24-jarige leeftijd bij het Berlijns Filharmonisch Orkest. Daarna leidt ze nog diverse andere belangrijke orkesten.

## Ontstaan
Regisseur Maria Peters kwam in aanraking met dit onderwerp door een documentaire over Brico, getiteld Antonia: A Portrait of the Woman. Ze werd bij haar onderzoek geholpen door Rex Brico (1928): een neef van Antonia Brico en een voormalig journalist en columnist. Rex Brico was ook aanwezig bij de première op 25 oktober 2018. De film werd deels opgenomen in Breda.

## Receptie
Verschillende Nederlandse kranten waren niet volledig enthousiast over de film. Hoewel recensenten positief zijn over de actualiteit van het 'vrouwenverhaal', luidt de algemene kritiek dat er te veel bijzaken te zien zijn. In het Nederlands Dagblad werd gesteld dat de film 'qua uitstraling concurreert met Hollywood'.
In december 2018 ontving De Dirigent een Gouden Film wegens het bereiken van een totaalaantal van 100.000 bezoekers.

## Rolverdeling
| Acteur                   | Personage                  |
| ------------------------ | -------------------------- |
| Christanne de Bruijn     | Antonia Brico              |
| Benjamin Wainwright      | Frank Thomsen              |
| Scott Turner Schofield   | Robin Jones                |
| Seumas F. Sargent        | Mark Goldsmith             |
| Annet Malherbe           | Moeder van Antonia         |
| Raymond Thiry            | Vader van Antonia          |
| Gijs Scholten van Aschat | Willem Mengelberg          |
| Richard Sammel           | Karl Muck                  |
| Sian Thomas              | Mrs. Thomsen               |
| Tim Ahern                | Mr. Thomsen                |
| Sara Visser              | Emma                       |
| Michael Watson-Gray      | Miss Denise                |
| James Sobol Kelly        | Directeur Barnes           |
| Anja Antonowicz          | Miss Goldsmith             |
| Kok-Hwa Lie              | Butler                     |
| Peter Basham             | Concertmeester             |
| Samantha Newman          | Revue dansers              |
| Lisa Ball                | Revue dansers              |
| Gemma Blower             | Revue dansers              |
| Flory Curescu            | Revue dansers              |
| Paola Ghadini            | Revue dansers              |
| Malou Linders            | Revue dansers              |
| Sarah Mancini            | Revue dansers              |
| Enora Oplinus            | Revue dansers              |
| Nastassia Firestone      | Usherette Marjorie         |
| Carole Street            | Eleanor Roosevelt          |
| Benjamin Gijzel          | Conciërge                  |
| Céline Purcell           | Frau Mayer                 |
| Ronald Armbrust          | Kleermaker                 |
| Judith van der Werff     | Kapper                     |
| Loes Schnepper           | Non                        |
| Chip Bray                | Politieagent               |
| Adele Atzert             | Hospita                    |
| Marie-Claire Witlox      | Vrouwelijke muzikant       |
| Lee M. Ross              | Journalist                 |
| Annemarie Feltmann       | Huishoudster Muck          |
| Boris Saran              | Bankmedewerker             |
| Fleur Aarts              | Jonge Antonia              |
| Ediah Apolloni           | Kinderen Goudsmid          |
| Liran Apolloni           | Kinderen Goudsmid          |
| Jayden de Ruijter        | Kinderen Goudsmid          |
| Douwe Kerkkamp           | Kinderen Goudsmid          |
| Noor Kerkkamp            | Kinderen Goudsmid          |
| Bram Olijerhoek          | Kinderen Goudsmid          |
| Casper Segers            | Kinderen Goudsmid          |
| Adrian Solaimani         | Kinderen Goudsmid          |
| Johnny Barendsen         | Drummer                    |
| Dirk Palmero Bellers     | Buurjongens                |
| Kit Verboom              | Buurjongens                |
| Cantate Domino           | Jongenskoor                |
| Judith Edixhoven         | Secretaris                 |
| Jeremia Fleming          | Portier                    |
| Heidi Groen              | Vriend van Mrs. Thomsen    |
| Guido Grünbauer          | Trompettist                |
| Wynn Heliczer            | Coquettish Applicant       |
| Tom Jaspers              | Ober                       |
| James Carroll Jordan     | Priester                   |
| Kirila Kraal             | Operazanger                |
| David Lukács             | Varieté Klarinettist 1     |
| Christof Alexander May   | Varieté Klarinettist 2     |
| Pontus Olgrim            | Radiopresentator           |
| Ruut Ootes               | Posthoornblazer            |
| Gert Jan Ronner          | Albert Schweitzer          |
| Ayal Tamam               | Zoon Frank                 |
| Stacy Thunes             | Typiste                    |
| Louis van der Mespel     | Bassist                    |
| Ramon van Gammeren       | Banjospeler                |
| Mara van Vlijmen         | Zuster Louigiana           |
| Guido den Broeder        | Keukengast/theaterbezoeker |
| Miguel Martins           | Muzikant                   |